# Sunday Morning (песня Maroon 5)
Sunday Morning — четвёртый сингл американской поп-рок-группы Maroon 5 с их дебютного альбома Songs about Jane.
Клип снимался 17-18 октября 2004 в Студии Эбби Роуд, где the Beatles записывали свой известный альбом Abbey Road.
Эта песня использовалась как саундтрек в таких фильмах, как Любовь по правилам и без, Реальная любовь (в последнем — версия с альбома 1.22.03.Acoustic) и Оптом дешевле в розницу 2.

## Суть клипа
Действие клипа разворачивается в японском караоке-баре, где люди поют эту песню. Периодически в клипе показывают саму группу, исполняющих эту песню в Эбби Роуд. Как сказал Адам Левин, идея этого клипа пришла им в голову, когда в одном японском караоке-баре они нашли несколько своих песен среди списка песен в караоке.

## Оценки критиков
Billboard назвал этот сингл «еще одна весёлая возня от самой горячей американской поп-рок-группы».

## Чарты
| Чарт (2004/2005)                                                        | Пиковая Позиция |
| ----------------------------------------------------------------------- | --------------- |
| Australia Australian Recording Industry Association\|ARIA Singles Chart | 27              |
| Ireland Singles Chart                                                   | 22              |
| Italy Airplay Chart                                                     | 1               |
| Latin America Singles Chart                                             | 7               |
| RIANZ\|New Zealand Singles Chart                                        | 21              |
| South Africa Top 40                                                     | 1               |
| UK Singles Chart                                                        | 27              |
| U.S. Billboard Hot 100                                                  | 31              |
| U.S. Billboard Hot Adult Contemporary Tracks                            | 15              |
| U.S. Billboard Pop 100                                                  | 22              |